# Seznam ameriških slikarjev
Seznam ameriških slikarjev.

## A
Edwin Austin Abbey - George Adomeit - Josef Albers - Ivan Albright - Francesca Alexander - Larry D. Alexander - Washington Allston - Charles Alston - Walter Inglis Anderson - Esao Andrews - Richard Anuszkiewicz - Lindsay Archer - Marshall Arisman - Arman - Steven Assael - Chris Attaway - John James Audubon - George Ault - Anthony Ausgang - Milton Avery

## B
Lucy Bacon - William Jacob Baer - Florence Riefle Bahr - Leonard Bahr - George Barker (slikar) - Edward Mitchell Bannister - John Banvard - Agnes Barley - Wayne Douglas Barlowe - Ernie Barnes - Jean-Michel Basquiat - David Bates (slikar) - Alan Bean - William Holbrook Beard - Romare Bearden - Arthur Beaumont - Cecilia Beaux - Arthello Beck - James Carroll Beckwith -Julie Bell - Albert Fitch Bellows - George Bellows - Karl Benjamin - Tony Bennett - Frank Weston Benson - Thomas Hart Benton (slikar) - Morris Louis Bernstein - Johann Berthelsen  - Leon Bibel - Albert Bierstadt - George Caleb Bingham - Isabel Bishop - Jonathan Blackburn - Ralph Albert Blakelock - Edwin Blashfield - Ross Bleckner - Albert Bloch - Aaron Bohrod - Gideon Bok - George Henry Boughton - Frederick Arthur Bridgman - Brom - James Brooks (slikar) - Benjamin Brown (umetnik) - Cecily Brown - John George Brown - Mather Brown - Colleen Browning - Constantino Brumidi - Gary Burghoff - Hans Burkhardt - William S. Burroughs -

## C
Paul Cadmus - Nancy Cartwright - Captain Beefheart - Lilla Cabot Perry - Jean Charlot - Mary Cassatt - George Catlin - William Merritt Chase - James C. Christensen - Howard Chandler Christy - Frederic Edwin Church - Alson S. Clark - Thomas Shields Clarke - Carroll Cloar - Chuck Close - Thomas Cole - Ann Collins - Samuel Colman - Cassius Marcellus Coolidge - John Singleton Copley - Jacob Cox - Jan Cox (slikar) - Kenyon Cox - Raymond Creekmore - Jasper Francis Cropsey - E. E. Cummings - John Currin - John Steuart Curry -

## D
Thomas Aquinas Daly - William Turner Dannat - Charles Harold Davis - Stuart Davis (slikar) - Joseph DeCamp - Ettore DeGrazia - Charles Demuth - Thomas Dewing - Ruth Dicker - Richard Diebenkorn - Frederick Dielman - Jim Dine - John Dos Passos - Thomas Doughty (umetnik) - Aaron Douglas - Arthur Dove - Katherine Dreier - Augustus Dunbier - Bill Dunlap - Asher Brown Durand -

## E
Thomas Eakins - Eyvind Earle - Ralph Earle (umetnik) - Joseph Oriel Eaton - Wyatt Eaton - Betsy Eby - Don Eddy - George Wharton Edwards - Beverly K. Effinger - Louis Eilshemius - Vivian Ellis - Gil Elvgren - Jimmy Ernst -

## F
Al Feldstein - Lawrence Ferlinghetti - Alvan Fisher - James Montgomery Flagg - Clinton Ford (slikar) - Art Frahm - Sam Francis - Helen Frankenthaler - Frank Frazetta - Frederick Carl Frieseke - Francis Di Fronzo -

## G
Floyd Gahman - Jedd Garet - Wedo Georgetti - Donato Giancola - Jill Gibson - Sandford Robinson Gifford - William Glackens - Fritz Glarner - (Milton Glaser) - Leon Golub - Arshile Gorky - Adolph Gottlieb - Henry Peters Gray - (Bogdan Grom) - Cydney Grossman - Mark Grotjahn - Jules Guerin - Philip Guston -

## H
Mauritz de Haas - Richard Haas - John Haberle - Trenton Doyle Hancock - Chester Harding - Keith Haring - William Harnett - William Laurel Harris - Thomas Alexander Harrison - James McDougal Hart - William Hart - Marsden Hartley - Childe Hassam - Martin Johnson Heade - George Peter Alexander Healy - Al Held - Robert Henri - Edward Lamson Henry - Hermann Ottomar Herzog - Magnus Colcord Heurlin - Edward Hicks - George Hitchcock - Winslow Homer - Nan Hoover - Charles Hopkinson - Edward Hopper - Josephine Hopper - Mark Horiuchi - Thomas Hovenden - William Morris Hunt - Daniel Huntington - Peter Hurd -

## I
Robert Indiana - George Inness - Ernst Ludvig Ipsen - Robert Irwin (umetnik) - 

## J
Liz Jardine - John Wesley Jarvis - Alfred Jensen - Ted Joans - Jasper Johns - Eastman Johnson - Henrietta Johnston - Joshua Johnson - Ray Johnson - Lois Mailou Jones - Win Jones - Donald Judd - 

## K
Wolf Kahn - Allan Kaprow - Otis Kaye - Margaret Keane - Steve Keene - Ellsworth Kelly - John Frederick Kensett - Rockwell Kent - Thomas Kinkade - R. B. Kitaj - Franz Kline - Anna Elizabeth Klumpke - Karl Knaths - Robert Koehler - John Franklin Koenig - Elaine de Kooning - Willem de Kooning - Jeff Koons - Akiane Kramarik - Lee Krasner - Albert Henry Krehbiel - Nicholas Krushenick - Walt Kuhn - Yasuo Kuniyoshi

## L
John LaFarge - Fitz Henry Lane - Jacob Lawrence - Rico Lebrun - Jonathan Lerman - Emanuel Leutze - Jack Levine - Sol LeWitt - Roy Lichtenstein - Jonas Lie - Terrance Lindall - Richard Lindner - Wilton Lockwood - Will Hicok Low - Marlene Loznicka - George Benjamin Luks -

## M
Stanton Macdonald-Wright - William H. Machen - Robert Mangold - David Mann (slikar) - Marilyn Manson (slikar) - John Marin - Brice Marden -Homer Dodge Martin - Alfred Henry Maurer - Jervis McEntee - Barry McGee - Neysa McMein - Cliff McReynolds - Gari Melchers - Mary Blood Mellen - Milton Menasco - Sam Messer - Willard Metcalf - Kenneth Hayes Miller - Richard E. Miller - Francis Davis Millet - Thomas Moran - Malcolm A. Morley - Rowena Morrill - Robert Morris (umetnik) - Grandma Moses - Gustave Henry Mosler - Henry Mosler - P. Buckley Moss - Robert Motherwell - William Sidney Mount - Albert Henry Munsell -

## N
Phoebe Davis Natt - Alice Neel - Barnett Newman - Alexander Ney - Robert De Niro starejši - Kenneth Noland -

## O
(Violet Oakley) - Georgia O'Keeffe - Leonard Ochtman - Jules Olitski - Julian Onderdonk - Auseklis Ozols -

## P
Lawton S. Parker - Michael Parkes - Maxfield Parrish - Jules Pascin - George Passantino - Kenneth Patchen - William McGregor Paxton - Charles Willson Peale - Raphaelle Peale - Rembrandt Peale - Charles Sprague Pearce - Peter Pearson - Waldo Peirce - Charles Callahan Perkins - Lilla Cabot Perry - John F. Peto - Pietro Pezzati - Dan Piraro - Sylvia Plimack Mangold - Franc Pohole - Charles Peale Polk - Jackson Pollock - Benjamin Curtis Porter - Fairfield Porter - Rufus Porter - Fuller Potter - Maurice Prendergast - Mary Elizabeth Price - Harvey Gregory Prusheck (Gregor Perušek)

## R
Alexandre Rachmiel in Jean Rachmiel (fr.-amer.) - Mel Ramos - Abraham Rattner - Robert Rauschenberg - Mike Reagan (geodet) - Robert Reid (slikar) - Ad Reinhardt - Frederic Remington - Grace Renzi - Milton Resnick - Alicia Rhett - Stan Rice - Jesse Richards - William Trost Richards - William Rimmer - Larry Rivers - Theodore Robinson - Alexis Rockman - Norman Rockwell - James Rosenquist - Bob Ross - Peter F. Rothermel - Elyssa Rundle - Edward Ruscha - Albert Pinkham Ryder - Robert Ryman -

## S
Kay Sage - John Singer Sargent - Walter Satterlee - Stephen S. Sawyer - Richard Schmid - Julian Schnabel - Sean Scully - Jan Serr - Ben Shahn - James Jebusa Shannon - Mark Sheinkman - John French Sloan - William Thomas Smedley - George Henry Smillie - James David Smillie - Francis Hopkinson Smith - John Smybert - Nathaniel Smybert - Eugene Speicher - Eugene Spiro - Isaac Sprague - Edward Steichen - Frank Stella (1936–2024).- Joseph Stella - Clyfford Still - William James Stillman - Gilbert Stuart - Thomas Sully - James Swinnerton -

## T
Jean Tabaud - Arthur Fitzwilliam Tait - Henry Ossawa Tanner - Dorothea Tanning (1910-2012) - Mark Tansey - Barbara Tarantino - Edmund Charles Tarbell - Abbott Handerson Thayer - Alma Thomas - Cephas Thompson - Freeman Thorp - Mark Tobey - George Tooker - Edward Trobec - John Trumbull - Dwight William Tryon - (James Turrell) - John Henry Twachtman - Cy Twombly - 

## V
Boris Vallejo - John Vanderlyn - Alberto Vargas - Elihu Vedder - Robert Vonnoh -

## W
Marion Wachtel - John Waddell - Henry Oliver Walker - Megan Walsh - Andy Warhol - Edward Washburn - Max Weber (umetnik) - Paul Wecker - J. Alden Weir - John Wesley (umetnik) - Tom Wesselmann - Benjamin West - James McNeill Whistler - Edwin Whitefield - John Caspar Wild - Irving Ramsey Wiles - Lemuel M. Wiles -  Kehinde Wiley - Hannah Wilke - Archibald MacNeal Willard - Robert Burns Wilson - Walter Winans - David Wojnarowicz - Beatrice Wood - Grant Wood - Charles Herbert Woodbury - Bill Wray - Dick Wray - Alexander Helwig Wyant - Andrew Wyeth - Henriette Wyeth - Jamie Wyeth - Wyland - Robert Wylie -

## Y
Karl Yens - Wendy Yoshimura - 

## Z
Rudolph F. Zallinger - Peter M. Zawadzki - 